# Ассос
Ассос (Асс, дав.-гр. Άσσος) — стародавнє місто в Троаді в Малій Азії, на узбережжі Егейського моря. Руїни розташовані на території сучасного села Бехрам (Бехрамкале) в районі Айваджик в мулі Чанаккале.
Широко відомий завдяки тому, що після смерті Платона в 347 році до н. е. Арістотель разом із Ксенокартом залишає Афіни і вирушає до Троади. Симпатизуючий Академії Гермій, тиран Атарнея поселяє їх у місті Ассос, де Арістотель починає викладати у місцевій Академії. Арістотель став провідним філософом і разом з іншими вченими зробив зауваження щодо зоології та біології. Арістотель одружується з дочкою Гермія Піфіадою. 344 року до н. е. Арістотель перебрався до Мітілену на острів Лесбос. 343 року до н. е. Арістотель на запрошення Філіпа II Македонського повертається до Македонії. У Македонії Арістотель взявся за навчання сина Філіпа, Олександра Великого. На вході в місто є сучасна статуя Арістотеля.
Ассос відвідував Апостол Павло (Дії 20:13).
Руїни давньогрецького міста виявлені під час розкопок у 1881—1883 pp. Джозефом Т. Кларком, Френсісом Х. Беконом, Робертом Кольдевеєм.
При розкопках було зроблено висновок у тому, що спочатку поселення перебували у безпосередній близькості від пагорба, де пізніше зведуть акрополь (це підтверджує початкове розташування стін). Потім, за часів еолійської колонізації місто значно зросло, були перенесені й стіни. Пізніше стіни ще неодноразово перебудовувалися, зокрема через перську навалу. За часів римського панування місто розквітає в економічному плані — фіксується велика ринкова площа.
Професор Орсан Оймен, ґрунтуючись на факті, що Арістотель заснував філософську школу в Ассосі в 347 році до нашої ери, організував у 2000 році філософські симпозіуми, які він назвав «Філософія в Ассосі». З тих пір ці симпозіуми проводяться двічі на рік: один у лютому турецькою мовою, інший у липні — англійською. «Філософія в Ассосі», крім привернення значної уваги академічних філософських кіл по всьому світу, сприяли визнанню Ассосу серед туристів 

## Географія
Місто перебуває в південній частині Троади на узбережжі протоки Муселим Егейського моря. Саме таке вигідне становище міста зробило Ассос ключовим портом Троади. У радіусі 80 кілометрів не було жодної гарної гавані.
Більшість околиць міста можна побачити, перебуваючи біля храму Афіни, який побудований на вершині трахітової скелі. Звідси, при добрій видимості можна побачити Лесбос на півдні, Пергам на південному сході та гору Іда. На північному заході знаходяться залишки від воріт у вигляді двох стовпів, що збереглися, які колись були воротами в місто.

## Історія

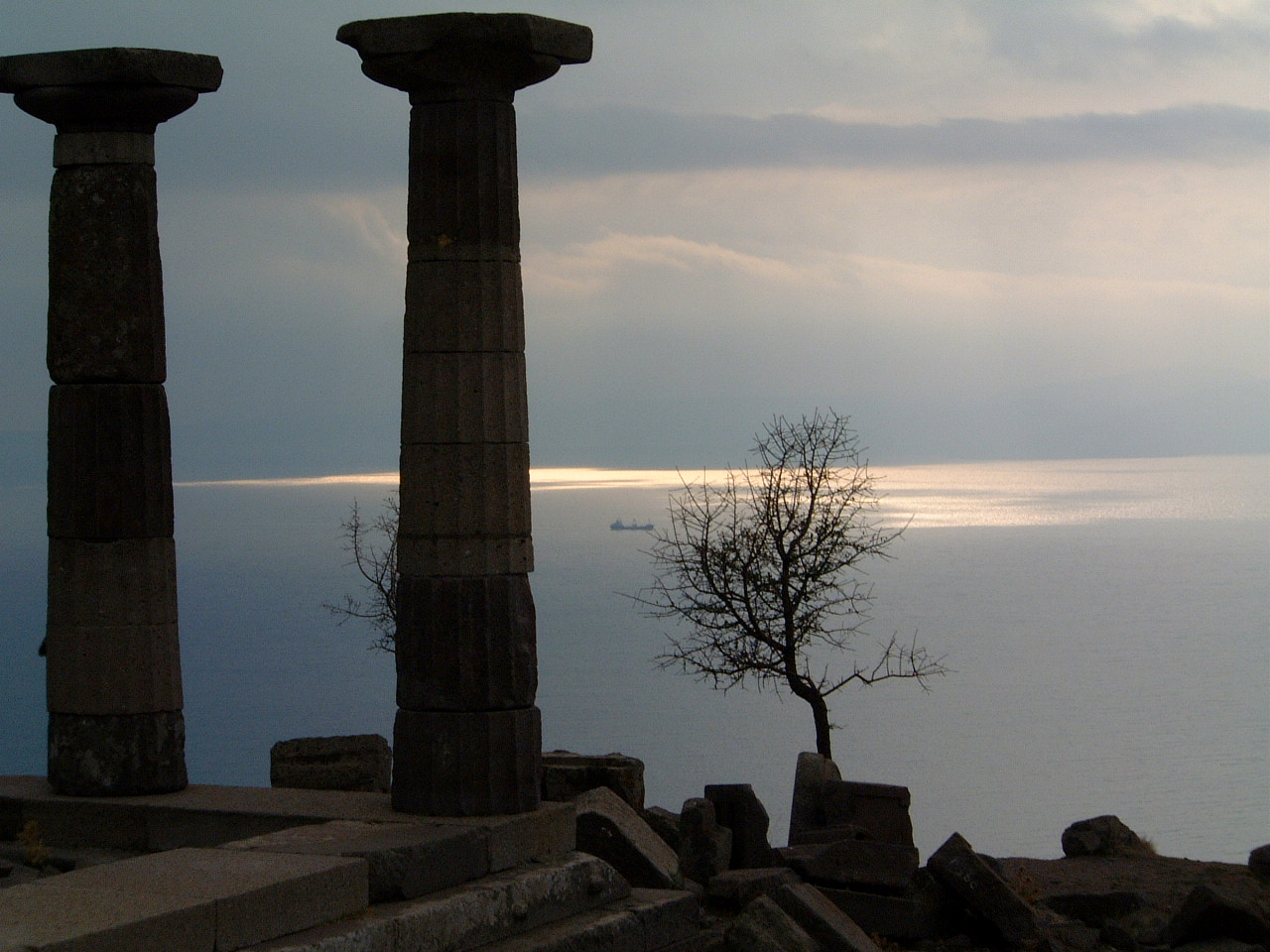
Храм Афіни на заході сонця

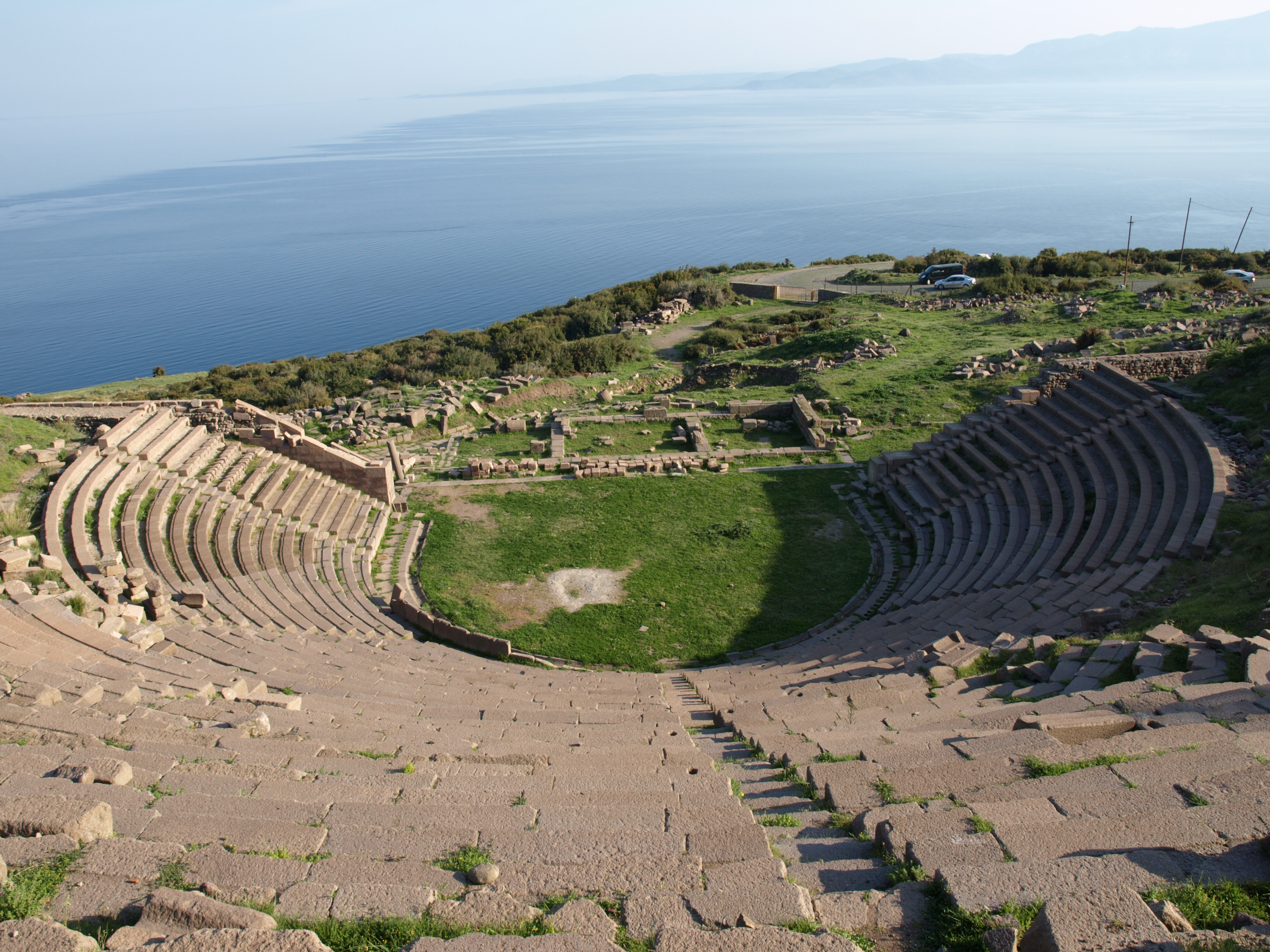
Античний театр в Ассосі

Заснування міста відносять до X століття до н. е. і приписують його одному з основних давньогрецьких племен — еолійцям, які прийшли з Мітгімни на острові Лесбос. Поселенці у 530 році до н. е. збудували храм Афіни на вершині скелі.
На часи правління тирана Гермія припадає найвищий розквіт Ассоса. У цей період його населення могло сягати 15 тисяч осіб. Плануючи своє вторгнення у Фракію і Персію, Філіп Македонський бачив у Гермії перспективного союзника, оскільки Філіпу потрібен був вихідний пункт для вторгнення. Володіння Гермія ідеально підходили цієї ролі. У зв'язку зі смертю Платона і посилення Македонії, Арістотель, в 347 році до н. е., вирушає до Малої Азії. Тут, Арістотель і Ксенократ, отримавши прийом, починають налагоджувати зв'язки між Гермієм та Філіпом. Вплив Арістотеля на Гермія послабив деспотичні тенденції в правлінні, яке потім перейшло в русло Платонівських ідей.
Розквіт Ассоса закінчується 341 року до н. е. коли місто було захоплене Артаксерксом III. 334 року до н. е. місто опинилося під владою Олександра Македонського, який вигнав персів з Ассоса. У період між 241 та 133 pp. до н. е. місто перебувало під владою правителів Пергаму. Проте у 133 році до н. е. Ассос був поглинений Римом.
Відвідування Ассоса Апостолом Павлом відносять до його третьої місіонерської подорожі Малою Азією (53 — 57 н. Е..). З І століття н. е. Ассос поступово втрачає свій статус, гавань втрачає значення. Ассос перетворюється на невелике поселення. На початку XX століття була спроба вивезти вміст храму Афіни в музеї. Багато з предметів мистецтва, які включають зображення міфічних істот, були поміщені в Лувр.

## Наші дні
Багато стародавніх споруд на сьогоднішній день лежать у руїнах. На міському акрополі (238 м над рівнем моря) знаходяться залишки храму Афіни, що сягає 530 року до н. е. До нас дійшли лише 6 із 38 початкових колон. На захід від Акрополя перебуває добре збережена стіна IV століття до н. е. з воротами, по обидва боки яких знаходяться дві 14-метрові башти.
На північний схід від воріт перебуває гімнасія II століття до н. е. На південь, ближче до моря, розташований побудований в III столітті до н. е. театр, розрахований на 5000 глядачів.

Особливо цікавою є будівля, що розташована поблизу агори. Це одна з небагатьох відомих грецьких ванн. Чотириповерхова будівля складалася з величезної зали з 26 камерами. Вище був басейн для прийому води, оточений кам'яними перемичками так, що він був не видний з ринкової площі. Із цього басейну вода потрапляла вниз. Був і ще один резервуар для прийому води.

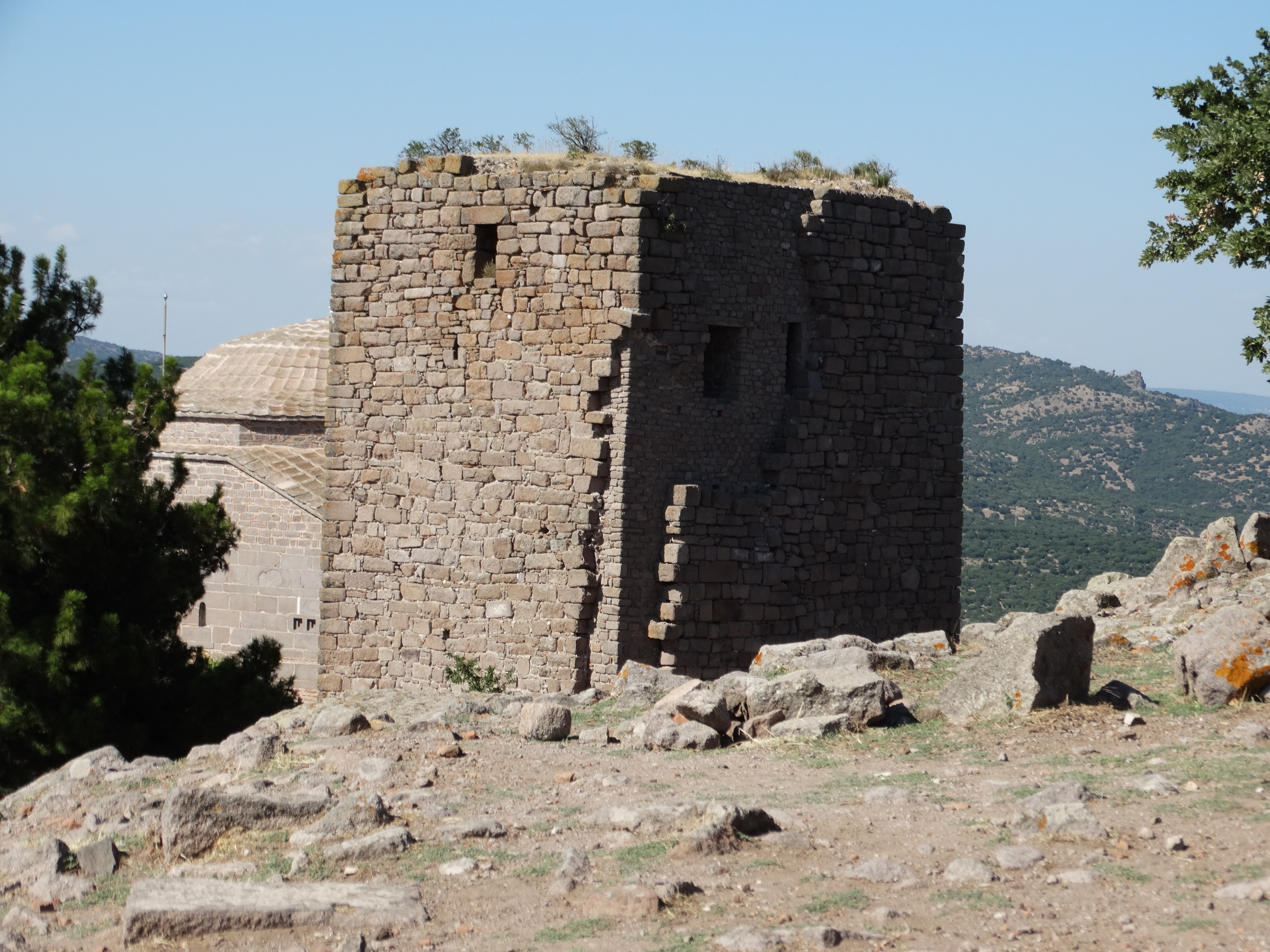
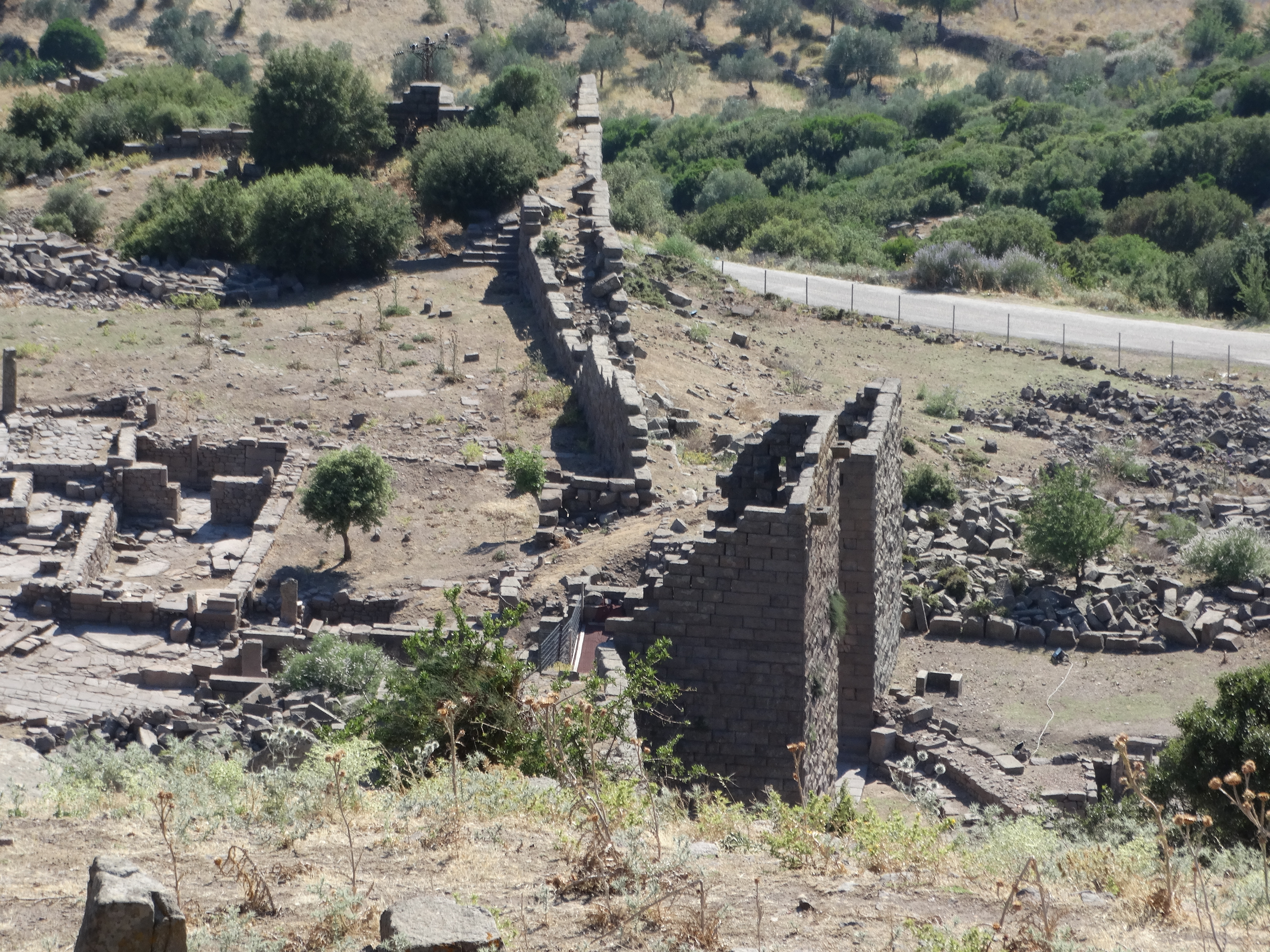
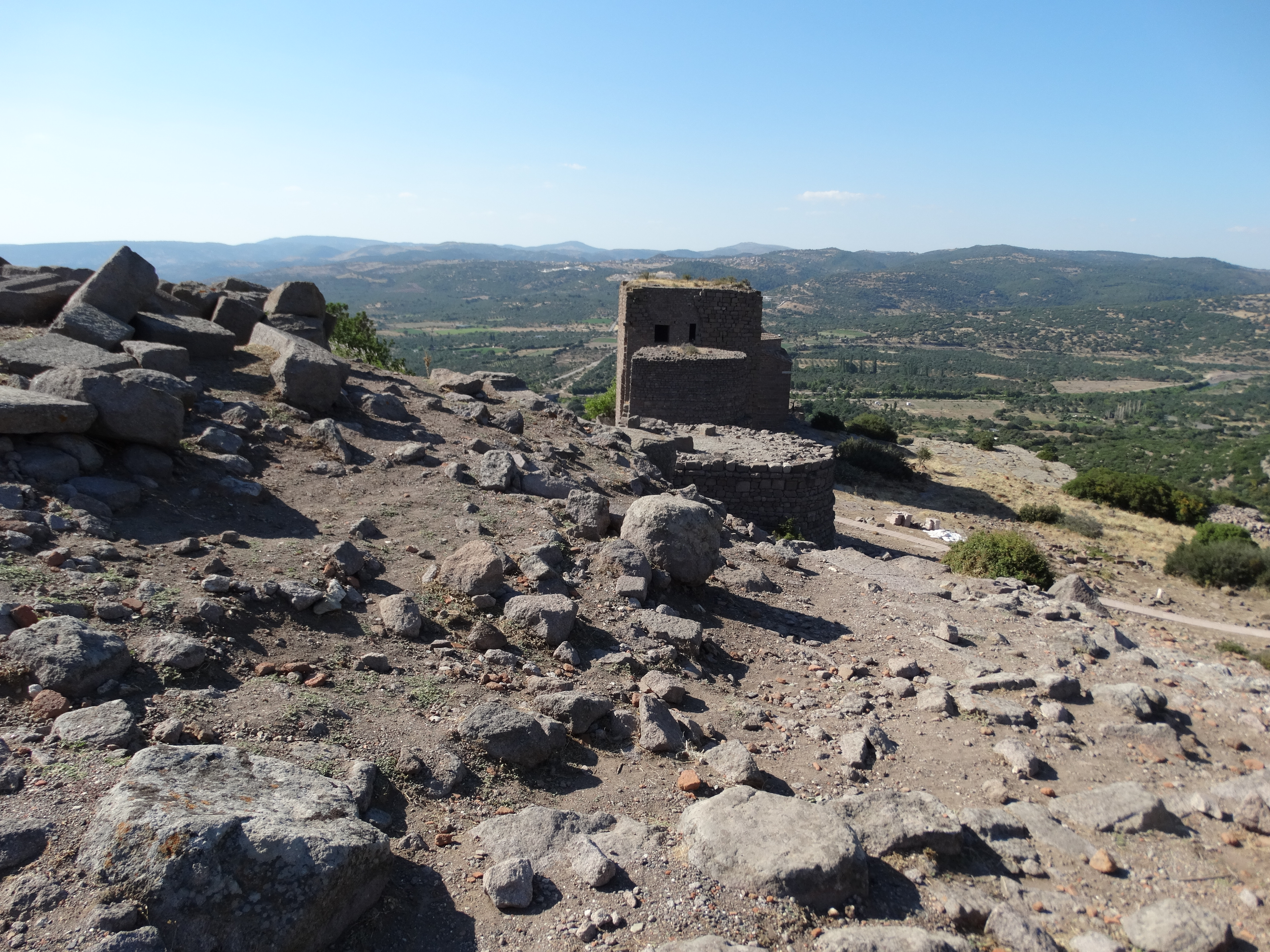
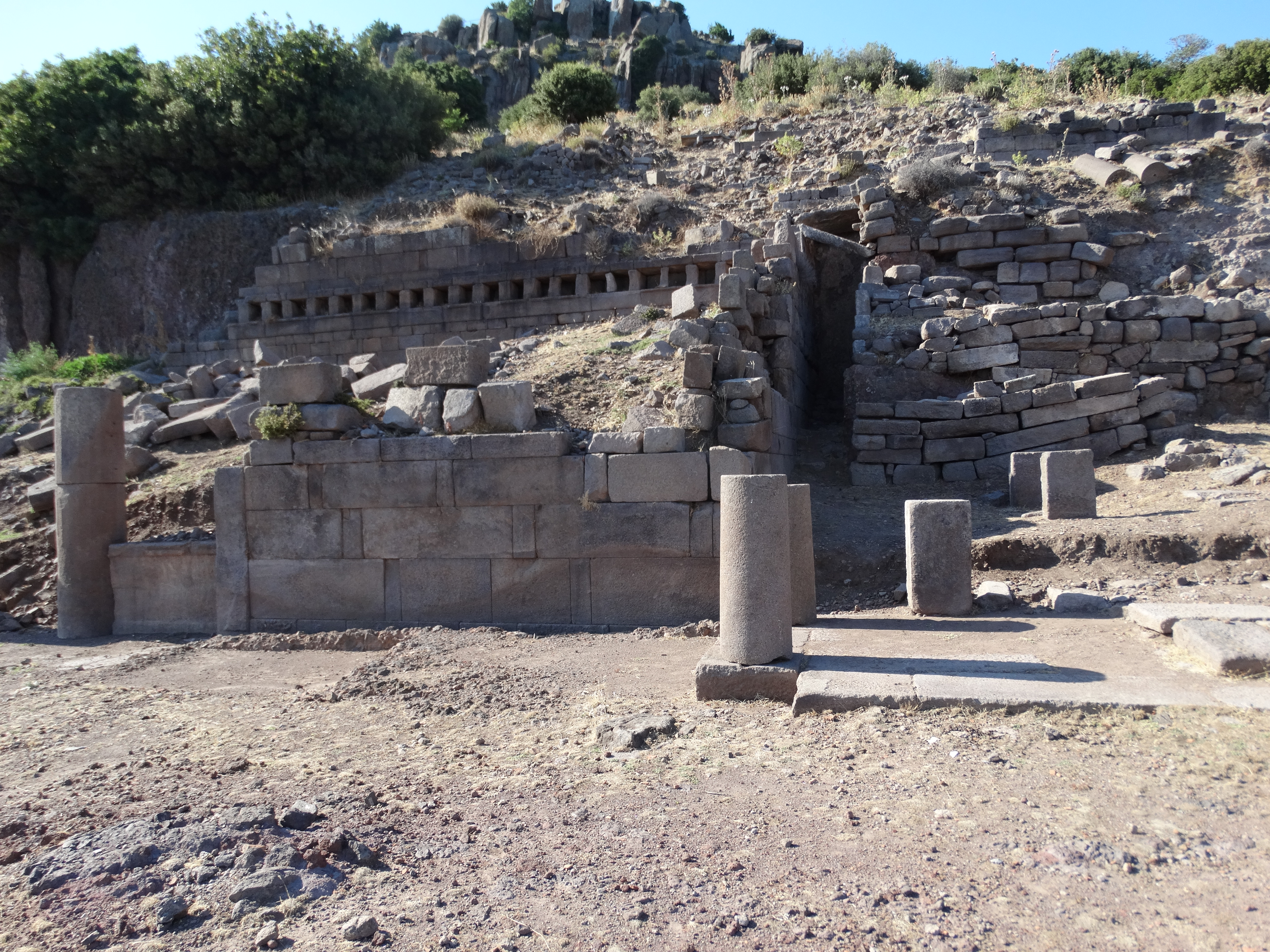
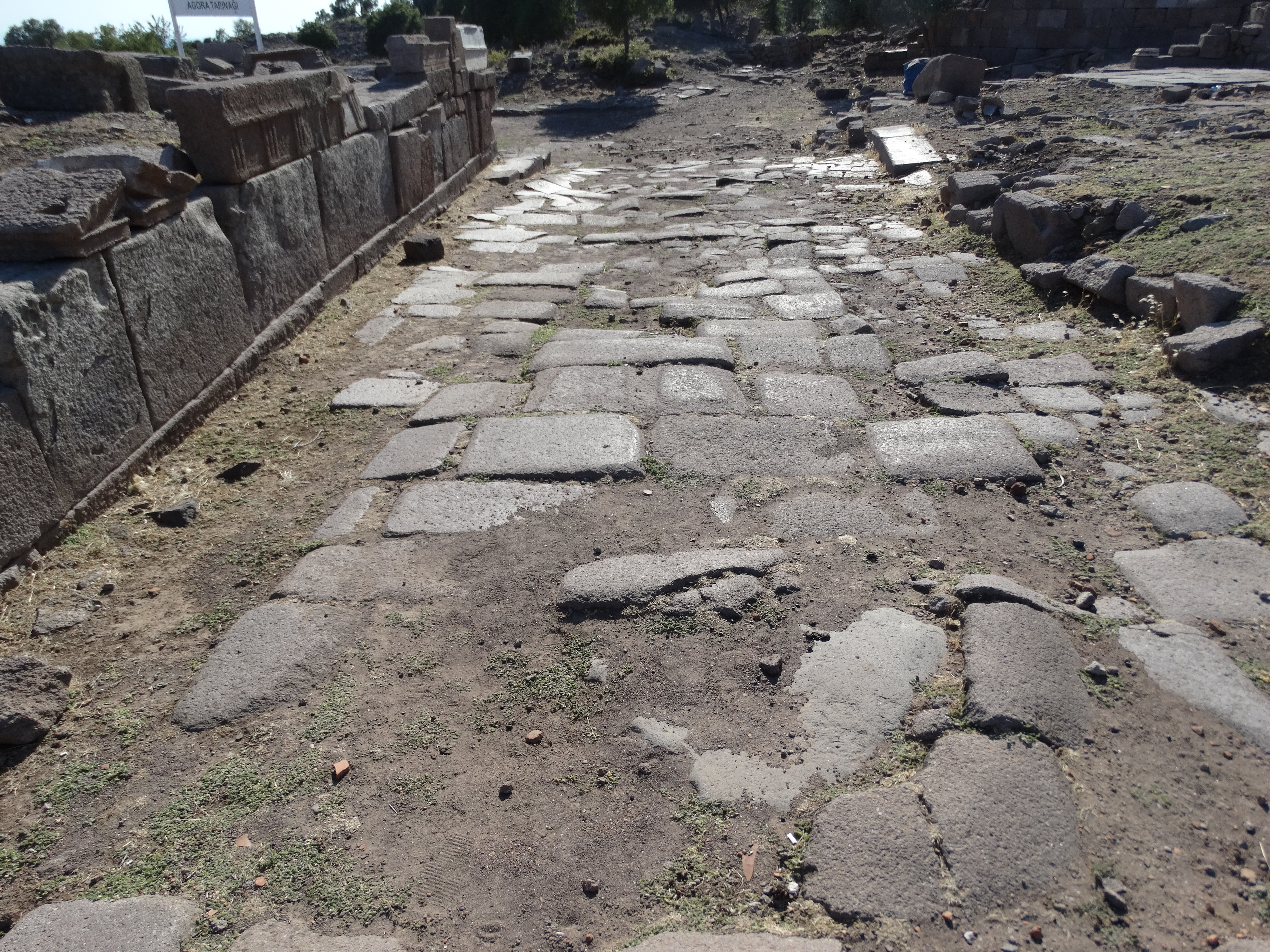
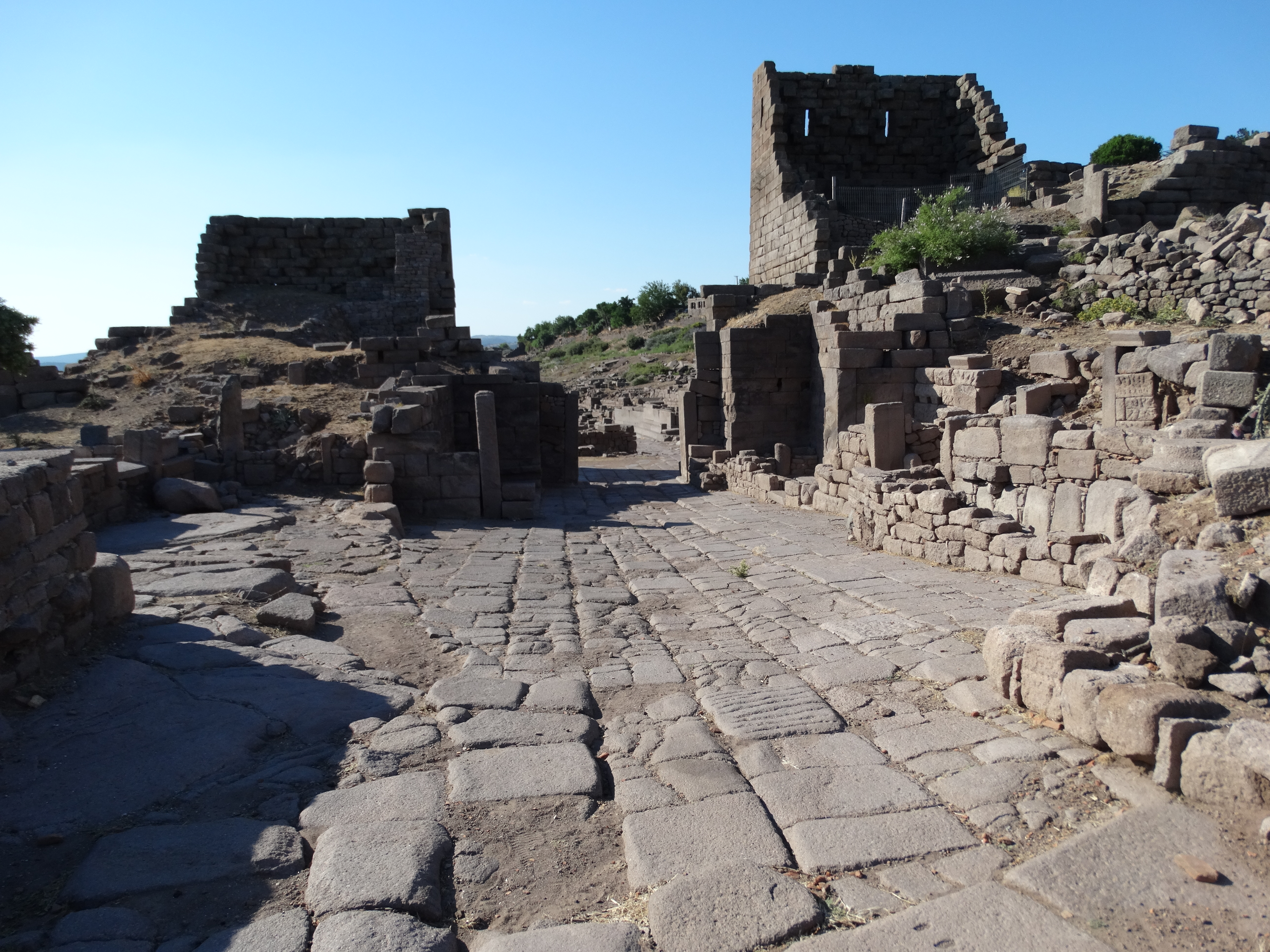
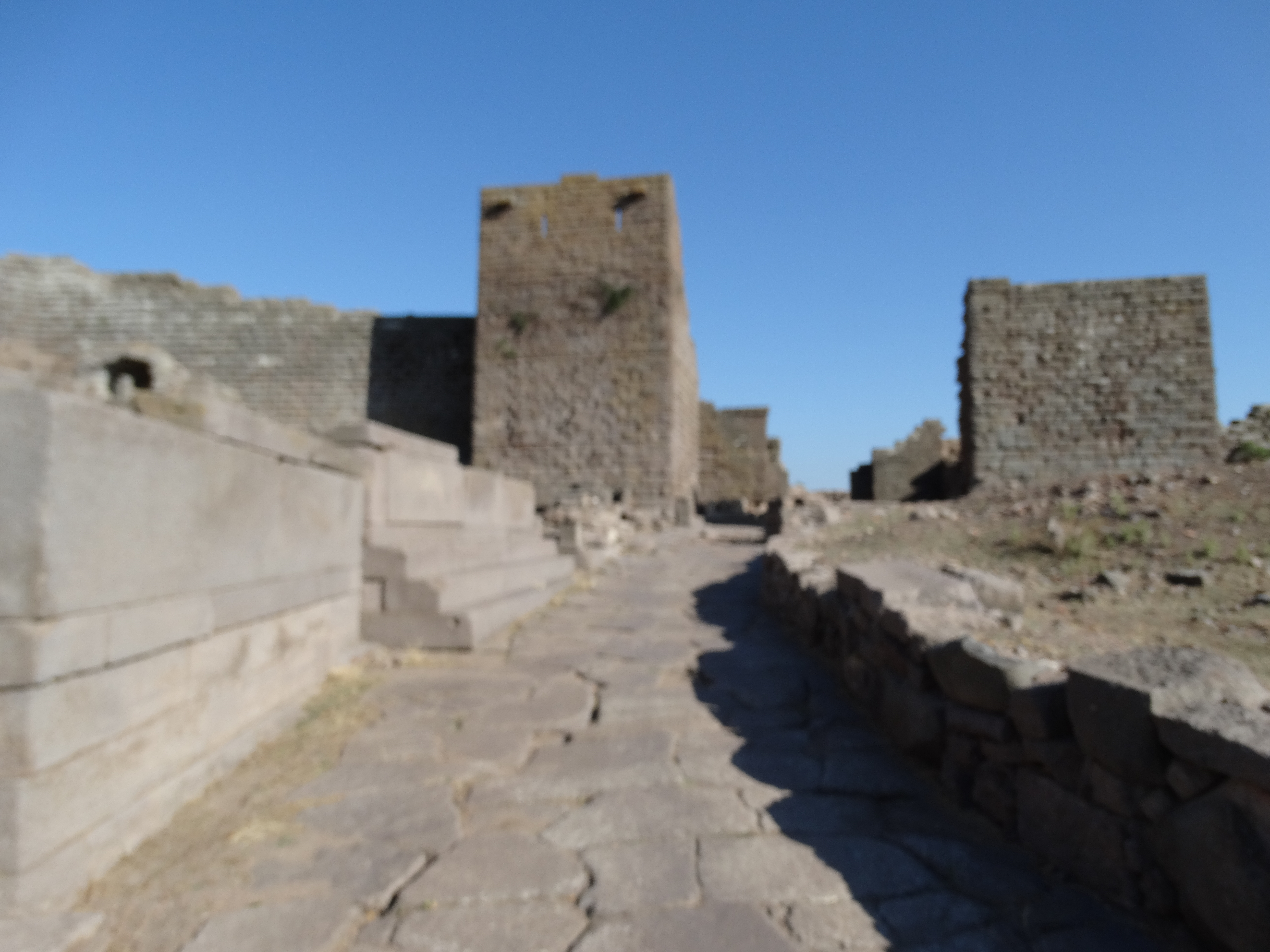
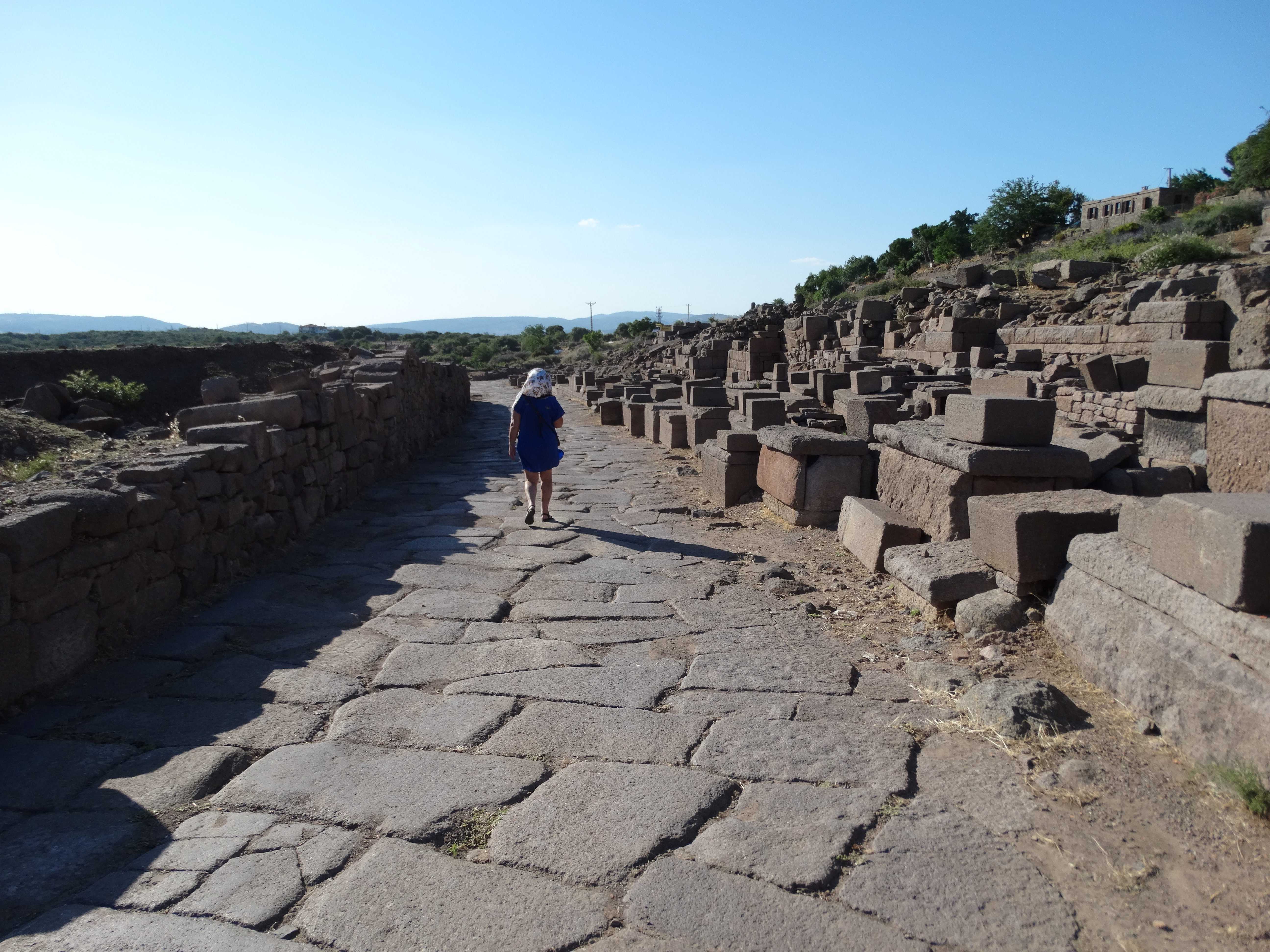
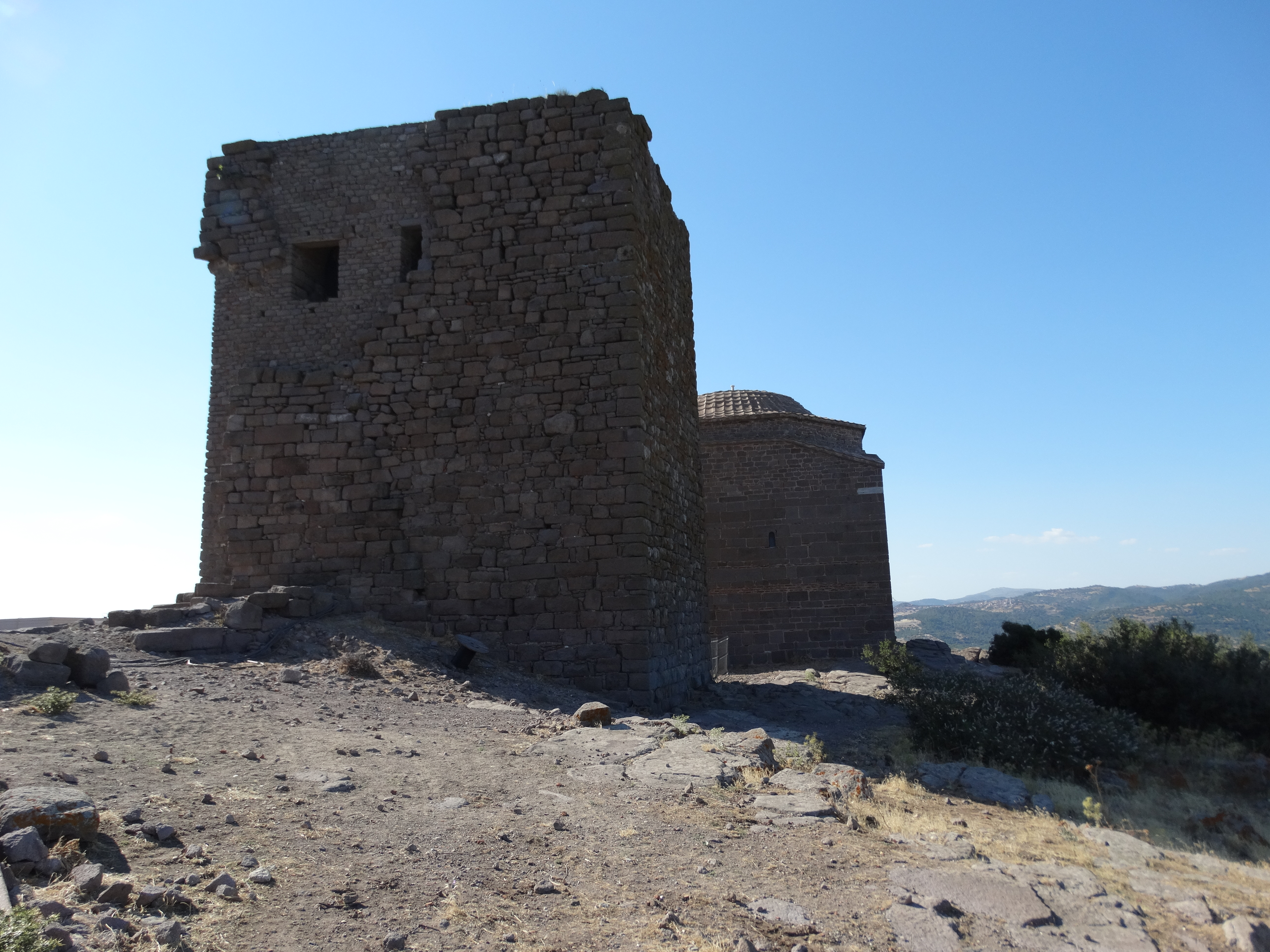